# Kristina Widman
Hedvig Kristina Fredrique Widman, född S:t Cyr Jonsson 13 april 1929 i Örebro Nikolai församling i Örebro län, död 12 september 2018 i Kolbäcks distrikt i Västmanlands län, var en svensk författare. 
Kristina Widman var dotter till tandläkaren Knut Jonsson och Irma S:t Cyr Jonsson.
Efter studentexamen 1948 studerade hon konsthistoria vid Uppsala universitet 1948–1950. Därefter var hon anställd vid Stockholms stadsbibliotek 1951–1961. Åren 1949–1977 var hon gift med Dag Widman, med vilken hon fick tre söner. År 1989 ingick hon ett andra äktenskap med civilingenjören Einar Svensson.

## Priser och utmärkelser
- 1964 – Tidningen Vi:s litteraturpris